# Saint-André-de-Majencoules
Saint-André-de-Majencoules è un comune francese di 615 abitanti situato nel dipartimento del Gard, nella regione dell'Occitania.

## Società

### Evoluzione demografica
Abitanti censiti